# セミー・エルデン
セミー・エルデン（Semih Erden, 1986年7月28日 - ）は、トルコのプロバスケットボール選手。ターキッシュ・バスケットボール・リーグのフェネルバフチェ・ユルケルに所属している。マルマラ地方イスタンブール県イスタンブール出身。身長213cm、体重109kg。ポジションはセンター。

## 来歴
2003年、17歳でプロデビュー。2006年世界選手権にトルコ代表として参加した。
2008年のNBAドラフトにおいてボストン・セルティックスから2順目60位で指名されるが、所属チームのフェネルバフチェ・ユルケルに残った。2010年7月にフェネルバフチェとの契約が満了し、晴れてセルティックスと契約を結んだ。